# Gråskär daggmask
Gråskär daggmask (Octolasion tyrtaeum) är en ringmaskart som först beskrevs av Ladislaus Örley 1881.  I den svenska databasen Dyntaxa används istället namnet Octolasion lacteum. Gråskär daggmask ingår i släktet Octolasion och familjen daggmaskar. Arten är reproducerande i Sverige. Utöver nominatformen finns också underarten O. t. lacteum.